# Diederik Jacob van Tuyll van Serooskerken
Baron Diederik Jacob van Tuyll van Serooskerken (rusko Фёдор Васильевич (Дидерик Якоб) Тейль ван Сераскеркен), nizozemski general, * 1771, † 1826.
Bil je eden izmed pomembnejših generalov, ki so se borili med Napoleonovo invazijo na Rusijo; posledično je bil njegov portret dodan v Vojaško galerijo Zimskega dvorca.

## Življenje
Sprva je bil stotnik v nizozemski vojski, nato pa je bil 23. novembra 1803 sprejet z istim činom v rusko vojsko in sicer v oskrbovalno službo. Leta 1805 je sodeloval v ekspediciji na otok Krf; za zasluge je bil povišan v majorja. Med vojno četrte koalicije se je bojeval s Francozi v Prusiji in v vojni s Švedi (1808-09) je zasedal več štabnih mest. Za zasluge je bil leta 1808 povišan v podpolkovnika in 14. aprila 1809 še v polkovnika. Leta 1810 je bil dodeljen ruskemu veleposlaništvu na Dunaju z namenom obveščevalne dejavnosti. 
Leta 1812 je bil imenovan za generalnega oskrbnika 3. zahodne armade in 26. maja 1813 je bil povišan v generalmajorja. 
Od maja 1814 je deloval v diplomatski službi; bil je veleposlanik v Neaplju, pri Svetem sedežu in v ZDA.